# Совпадения Линкольна — Кеннеди
Совпадения между обстоятельствами жизни и смерти Авраама Линкольна и Джона Фицджеральда Кеннеди стали неотъемлемой частью американского фольклора. Первый список совпадений был опубликован в прессе в 1964 году, спустя год после убийства Кеннеди. Многие совпадения из списка были развенчаны Мартином Гарднером в одном из номеров научно-популярного журнала Scientific American, а впоследствии перепечатаны в его книге The Magic Numbers of Dr. Matrix.

## Список Гарднера
Перечень, составленный Гарднером, насчитывал 16 пунктов, однако в различных изданиях существуют и более длинные списки, которые пополняются и по сегодняшний день.
В первоначальном варианте списка Гарднера совпадения под номерами 9, 10 и 13 были приведены в неверном ключе. В издании 1991 года Гарднер внёс поправки в перечень, снабдив недостоверные утверждения своими примечаниями.
1. Линкольн был избран президентом в 1860 году. Ровно сто лет спустя, в 1960 году, президентом был избран Кеннеди.
2. Оба были сильно обеспокоены правами афроамериканцев.
3. Оба были убиты в пятницу в присутствии жён.
4. Супруги обоих потеряли ребёнка в период проживания в Белом доме.
5. Оба были убиты пулей, вошедшей в голову сзади.
6. Линкольн был убит в театре Форда. Кеннеди встретил свою смерть, когда ехал в кабриолете «Линкольн» производства «Форд Мотор Компани».
7. Преемниками обоих стали вице-президенты по фамилии Джонсон, которые были южанами, демократами и бывшими сенаторами.
8. Эндрю Джонсон родился в 1808 году. Линдон Джонсон родился в 1908 году, ровно сто лет спустя.
9. Первым именем личного секретаря Линкольна было «Джон», личный секретарь Кеннеди носила фамилию Линкольн. [В пиратских копиях Dr. Matrix letter это совпадение зачастую изменено на неверное утверждение о том, что фамилия личного секретаря Линкольна была Кеннеди. На самом деле его звали Джон Николей — М. Г.].
10. Джон Уилкс Бут родился в 1839 году. Ли Харви Освальд родился в 1939 году, сто лет спустя. [Впоследствии я узнал, что существует спор вокруг года рождения Бута. Более поздние исследования указывают на 1838 год, и это, по-видимому, правильно. 1839 год указан, тем не менее, в таких общепринятых источниках, как Биографический словарь Чемберса[англ.] (переиздание 1962 года) и Новый общий словарь английского языка Функа и Уогналла (1945) — М. Г.]
11. Оба убийцы были южанами, придерживавшимися экстремистских взглядов.
12. Оба убийцы были убиты до суда.
13. Бут убил Линкольна в театре и скрывался в амбаре [В некоторых копиях Dr. Matrix letter вместо «амбара» встречается «склад» — М. Г.]. Предполагается, что Освальд стрелял в Кеннеди из книгохранилища и скрывался в кинотеатре.
14. LINCOLN и KENNEDY — по семь букв.
15. ANDREW JOHNSON и LYNDON JOHNSON — по тринадцать букв.
16. JOHN WILKES BOOTH и LEE HARVEY OSWALD — по пятнадцать букв.

## Другие совпадения

### Достоверные

#### Жизнь
- Оба президента были вторыми детьми в семье. У Линкольна была старшая сестра Сара, а у Кеннеди — старший брат Джозеф Патрик, погибший во время Второй мировой войны[4].
- Оба были названы в честь дедов. Линкольн — в честь деда по отцу, капитана Авраама Линкольна, убитого индейцами, а Кеннеди — в честь деда по матери, политика Джона Фрэнсиса Фицджеральда[4].
- Оба имели врождённые генетические заболевания. Так, Линкольн страдал врождённым синдромом Марфана (по другой версии — множественной эндокринной неоплазией)[5], а Кеннеди — болезнью Аддисона.
- Оба президента любили сидеть в кресле-качалке. Как при Линкольне, так и при Кеннеди кресло-качалка располагалось в президентском кабинете в Белом доме. Кроме того, Линкольн был убит, находясь в кресле-качалке. То есть оба президента были убиты сидя, в креслах, и фактически в движении[6].
- Оба президента увлекались поэзией, в частности, произведениями Шекспира, любили рассказывать анекдоты.
- Другом и соратником Линкольна был Эдлай Эвинг Стивенсон, демократ из штата Иллинойс[7]. Другом и соратником Кеннеди также был Эдлай Эвинг Стивенсон, демократ из Иллинойса, внук предыдущего[8].

#### Семья
- Жаклин Кеннеди и Мэри Тодд Линкольн до вступлений в брак со своими супругами уже были помолвлены с другими людьми. Женихом будущей жены Линкольна был Стивен Дуглас, в будущем проигравший Линкольну на президентских выборах. Жаклин Кеннеди, в свою очередь, была помолвлена с брокером Джоном Хастедом.
- Обе первые леди происходили из аристократических семей, свободно изъяснялись на французском языке, были расточительны.
- Супруги обоих президентов выходили замуж в возрасте 24 лет[9].
- У Линкольна были сыновья Роберт и Эдвард. У Кеннеди были братья Роберт и Эдвард.
- Невестку Линкольна звали Мэри Юнис. Сестру Кеннеди звали Юнис Мэри.
- У обоих президентов было четверо детей.
- У каждого президента скончалось по двое из четверых детей, причём по одному — до президентства (четырёхлетний Эдвард Линкольн умер в 1850 году, а в 1956 году у Кеннеди при рождении умерла дочь), а ещё по одному — во время срока (Уильям Линкольн ушёл из жизни в 1862 году в возрасте 11 лет, а в 1963 году у Кеннеди вновь умер новорожденный сын). Двое оставшихся детей каждого президента пережили отца[10].
- Сын Линкольна, Роберт Тодд, был послом США в Великобритании в 1889—1893 годах; отец Кеннеди, Джозеф Патрик, занимал эту же должность в 1938—1940 годах.

#### Убийцы президентов
- Бут и Освальд имели примерно одинаковый рост — 5 футов и 8 дюймов (около 172 см)[8].
- Оба убийцы происходили из неблагополучных семей; оба в раннем детстве потеряли отцов[7].
- И Бут, и Освальд были убиты до суда, и оба — из кольта. Бут, сумевший бежать из-под стражи, был настигнут на территории Виргинии и убит полицейским Бостоном Корбеттом[7]; Освальд был застрелен владельцем ночного клуба в Далласе Джеком Руби во время вывода из полицейского участка.[8].
- Обоих убийц арестовал полицейский по фамилии Бейкер (в случае с Бутом речь идёт о первом аресте, после которого ему удалось скрыться)[7].

#### Убийцы президентских убийц
- Оба мужчины, которые застрелили президентских убийц, заявляли что действовали без всякого плана.
- Оба мужчины родились под другим именем и сменили его на протяжении жизни.

#### Обстоятельства гибели
- Оба президента были убиты за день до праздника. Линкольн — накануне Пасхи, Кеннеди — накануне Дня Благодарения.
- Обе президентские четы во время убийств сопровождались ещё одной супружеской парой. Так, Авраам и Мэри Тодд Линкольны посещали театр вместе с офицером Гарри Рэтбоуном и его невестой Кларой Харрис[7], а Джон и Жаклин Кеннеди ехали в автомобиле вместе с губернатором штата Техас Джоном Боуденом Конналли и его супругой Нелли[11].
- И Рэтбоун, и Конналли были ранены во время покушений на президентов, и оба не смертельно[11][7].
- Фамилии Рэтбоуна и Конналли состоят из восьми букв (англ. Rathbone; Connally).
- Оба президента умерли не сразу после покушений.
- Оба президента умерли в местах, в двойных названиях которых оба слова начинались на буквы P и H. Линкольн скончался в гостинице «Peterson’s House»; Кеннеди — в Парклендском госпитале (англ. Parkland Hospital)[8].

#### Вице-президенты
- Оба Джонсона страдали от почечнокаменной болезни, при этом будучи единственными вице-президентами в истории США, имевшими это заболевание.
- Оба Джонсона были грубыми, несдержанными, склонными к выпивке; были курносыми и с прилизанными волосами.
- Оба Джонсона покинули свой пост президента в возрасте 60 лет, в одном и том же году, и стали единственными президентами, покинувшими свой пост в этом возрасте
- Оба Джонсона являются последними умершими президентами-демократами в своём веке.

#### Карьера
- Авраам Линкольн был избран в Палату представителей США в 1846 году; Джон Кеннеди — в 1946 году.
- Главный конкурент Линкольна на президентских выборах 1860 года — Стивен Дуглас — родился в 1813 году; главный конкурент Кеннеди на выборах 1960 года — Ричард Никсон — родился в 1913 году[12].
- Обоим президентам почти сразу после инаугурации была навязана война. В случае с Линкольном это была гражданская война в США с 1861 по 1865 гг., в случае с Кеннеди — война во Вьетнаме (военные действия начались значительно раньше, но первый американский воинский контингент был переброшен во Вьетнам в 1961 году, 100 лет спустя).
- Министром обороны при Джоне Кеннеди был Роберт Макнамара, а первый политический документ Авраама Линкольна — его обращение по поводу избрания в легислатуру штата Нью-Джерси его друга Джона Макнамары.
- Оба президента во время своей карьеры сделали поступок, который вошел в учебники по истории, но при этом не имел прямой необходимости. Линкольн издал Прокламацию об освобождении рабов, это был яркий, но неоднозначный поступок. Во-первых, прокламация освобождала рабов только на территориях, где США не имели власти, так как уже шла гражданская война, во-вторых, освободить рабов можно было и другими юридическими актами и законами без издании торжественной прокламации, так что она имела скорее политический смысл нежели практический. Кеннеди прославился американской лунной программой и первой высадкой человека на Луну, но это тоже не было необходимым действием. Во-первых, лунных пород, которые привезли беспилотные луноходы, было вполне достаточно для научных исследований, во-вторых, программа была очень дорогой, так что она имела скорее политический смысл, целью которого было набрать политические очки и прославить свою страну.

#### Государственные секретари
- Оба госсекретаря были с восточного побережья США.
- Оба госсекретаря придерживались агрессивных взглядов во внешней политике США, Сьюард выступал за экспансионизм и расширение США на территорию Мексики, а Раск активно поддерживал войну во Вьетнаме и применение самых кровавых мер против армии Вьетконга.
- Оба госсекретаря имели не слишком большой подбородок, высокий лоб и пронзительный серьёзный взгляд.

### Разное
- Фильм 2013 года "Убийство Кеннеди" собрал аудиторию в 3 354 000 зрителей, тем самым побив прежний рекорд принадлежавший фильму "Убийство Линкольна", у которого было около 3 351 000 зрителей.
- В письме, опубликованном в Cincinnati Gazette 8 ноября 1858 года, кандидатуру Линкольна на пост президента США поддерживал военно-морской министр, которого звали Джон Кеннеди[7].
- Похороны Кеннеди, согласно пожеланию его вдовы Жаклин, проходили по образцу похорон Линкольна[8].
- Линкольн родился в 1809 году, а Кеннеди — в 1917. По китайскому календарю оба родились в год Змеи.

## Критика
Помимо реальных совпадений, подтверждаемых авторитетными источниками, в списках зачастую фигурируют факты, которые не соответствуют действительности или могут быть названы совпадениями только со значительными натяжками. Так, одним из самых популярных является тот факт, что Ли Харви Освальд родился якобы через 100 лет после Бута, то есть, в 1939 году. Однако Джон Уилкс Бут на самом деле родился не в 1839 году, а в 1838 году.
Существует также гипотеза, что Бута, в отличие от Освальда, нельзя считать южанином. Он родился в штате Мэриленд, который, несмотря на сохранение рабовладельчества, не вошёл в состав Конфедерации. Освальд, который появился на свет в Новом Орлеане, напротив, всю сознательную жизнь провёл на севере США. К тому же, если Линкольн был убит в разгар Гражданской войны в США, когда страна была разделена на Юг и Север, то в 1963 году происхождение не имело особенного значения, и Освальд, стреляя в Кеннеди, руководствовался не политическими мотивами, назвав себя «убийцей-одиночкой».
В большинстве списков совпадений до сих пор указывается сомнительное утверждение о том, что Линкольн имел личного секретаря по фамилии Кеннеди. Доподлинно известно, что секретарями президента в Белом доме были Джон Г. Николей и Джон Хей, однако никакой достоверной информации о секретаре Кеннеди найти до сих пор не удавалось. В то же время, у президента Кеннеди действительно была секретарь Эвелин Линкольн, но утверждение, что она пробовала отговорить Кеннеди от поездки в Даллас, ни разу не было ей подтверждено. То же касается и Джона Хея, последнего секретаря Линкольна.
Утверждение о том, что Бут стрелял в Линкольна в театре и подвергся задержанию на складе, а Освальд — наоборот, крайне поверхностно. Во-первых, Бут производил выстрел, находясь внутри помещения театра, а Освальд стрелял наружу из окна здания. Во-вторых, поимка Освальда состоялась в кинотеатре, в то время как Линкольн был убит в театре драматическом, а склад, где скрывался от полиции Бут, представлял собой амбар, учитывая то, что сооружение, откуда стрелял убийца Кеннеди, выполняло функцию книгохранилища. Наконец, если Освальд попал в руки полиции сразу же в день убийства, то Бут, будучи пойманным также на месте, смог бежать и находился в бегах в течение двенадцати дней и лишь тогда был задержан в амбаре.
Согласно другому популярному «совпадению», незадолго до смерти Линкольн посещал город Монро в штате Мэриленд, а Кеннеди незадолго до смерти состоял в отношениях с актрисой Мэрилин Монро. Сомнительный характер имеют обе части утверждения, потому что города Монро в Мэриленде не существует (по меньшей мере, на данный момент), а роман Кеннеди и Монро сам по себе является полулегендарным. Кроме того, Монро ушла из жизни в августе 1962 года — за год и несколько месяцев до гибели Кеннеди, а такой промежуток времени едва ли можно назвать недавним.

## Особенности совпадений
По мнению авторов популярного сайта Snopes.com, занимающихся развенчанием городских легенд, большая часть совпадений объясняется достаточно просто. В частности, на сайте приводятся следующие объяснения некоторым совпадениям:
- Даты выборов в палату представителей и начала президентства с разницей в 100 лет неудивительны, так как президентские и парламентские выборы в США проходят с периодичностью в чётное количество лет.
- Совпадение в том, что оба президента были убиты в пятницу, объясняется тем, что публичные мероприятия (такие, как театральный спектакль или президентский визит в город) обычно проводятся в выходные дни или накануне, то есть в пятницу.
- То, что и Кеннеди, и Линкольн были убиты выстрелом в голову, объясняется отсутствием иного выбора у стрелявших. При том, что выстрелить в область грудной клетки в обоих случаях было невозможно (Бут подходил к Линкольну сзади, и тот сидел в кресле-качалке, и Освальд также целился в Кеннеди со спины), единственным местом, поражение которого могло гарантировать летальный исход, в обоих случаях была голова.
- То, что вице-президентами при обоих главах государства были однофамильцы, объяснимо распространённостью фамилии Джонсон в США (второе место после фамилии Смит)[13].

В настоящий момент существует свыше 200 найденных достоверных совпадений между Линкольном и Кеннеди, а также их вице-президентами, убийцами и — более того — убийцами убийц, но по сути все сходства между ними незначительны и, как полагают создатели snopes.com, являются легко объяснимыми и тривиальными.